# Valea Oltețului (sit SCI)
Valea Oltețului este o arie protejată (arie specială de conservare — SAC, sit de importanță comunitară — SCI) din România, desemnată în scopul protejării biodiversității și menținerii într-o stare de conservare favorabilă a florei spontane și faunei sălbatice, precum și a habitatelor naturale de interes comunitar aflate în arealul zonei de protecție. Aceasta se întinde pe o suprafață de 1.568,5 ha, integral pe uscat.

## Localizare
Situl Valea Oltețului se întinde pe teritoriile administrative ale comunelor Bârza, Dobrun, Fălcoiu, Șopârlița, Osica de Jos, Osica de Sus, Pârșcoveni și Voineasa; și pe cel al orașului Balș din județul Olt. Centrul acestuia este situat la coordonatele 44°15′08″N 24°15′49″E / 44.252189°N 24.263644°E.

## Înființare
Situl Valea Oltețului (ROSCI0266) a fost declarat sit de importanță comunitară în decembrie 2007 pentru a proteja 12 specii de plante și animale. Situl a fost protejat și ca arie specială de conservare în mai 2022. Acesta include rezervația naturală Valea Oltețului.

## Biodiversitate
Situată în ecoregiunea continentală a Câmpiei Române, aria protejată conține 3 habitate naturale: Râuri cu maluri nămoloase cu vegetație de Chenopodian rubri și Bidentian p.p., 	Păduri mixte cu Quercus robur, Ulmus laevis, Fraxinus excelsior sau Fraxinus angustifolia, riverane marilor fluvii (Ulmenion minaris) și Galerii de Salix alba și Populus alba.
La baza desemnării sitului se află o specie floristică și 11 de faunistice, protejate la nivel european sau aflate pe lista roșie a IUCN; astfel:
- plante (1): trifoiaș-de-baltă (Marsilea quadrifolia);
- amfibieni (2): ivorașul-cu-burta-galbenă (Bombina variegata)[7], triton cu creastă (Triturus cristatus)[8]
- mamifere (2): vidra de râu (Lutra lutra)[9], liliacul mic cu potcoavă (Rhinolophus hipposideros')[10];
- nevertebrate (2): fluturele purpuriu (Lycaena dispar), o libelulă din specia Ophiogomphus cecilia;
- pești (4): zvârlugă (Cobitis taenia), țipar (Misgurnus fossilis), porcușor de nisip (Romanogobio kesslerii), câră (Sabanejewia balcanica);
- reptile (1): broasca țestoasă de baltă (Emys orbicularis)[11] .[5]

Pe lângă speciile protejate aflate la baza desemnării sitului, pe teritoriul acestuia au mai fost identificate 16 de specii de animale protejate la nivel european prin Directiva C.E. 92/43/CE (anexa I-a) din 21 mai 1992 (privind conservarea habitatelor naturale și a speciilor de faună și floră sălbatică)..